# Al-Ahly
El Al-Ahly Sporting Club (en árabe: النادي الاهلى للرياضة البدنية), conocido popularmente como Al-Ahly, que en español significa "El Nacional", es un club polideportivo de la ciudad de El Cairo (Egipto). Fue fundado el 24 de abril de 1907, su principal actividad es el fútbol y juega en la Premier League de Egipto. Al-Ahly disputa sus encuentros de local en el Estadio Internacional de El Cairo, el segundo estadio más grande de Egipto y el quinto de África con una capacidad de 74 mil espectadores. Su tradicional rival es el Zamalek Sporting Club, frente al que disputa el Derbi de El Cairo.
Al-Ahly es el equipo más exitoso de su país, y uno de los más galardonados en el mundo. A nivel nacional, Al-Ahly ganó en 45 ocasiones el campeonato de Primera División de Egipto, 39 veces la Copa de Egipto y 15 veces la Supercopa de Egipto, siendo el equipo con más títulos en las mencionadas competiciones, y el club egipcio con más títulos locales.
A nivel internacional, el club ha ganado la Liga de Campeones de la CAF en doce oportunidades, lo que lo convierte en el máximo ganador de la competición. Obtuvo, además, la Recopa Africana en cuatro oportunidades, la Supercopa de la CAF en ocho ocasiones, y la Copa Confederación de la CAF por única vez en 2014. Con 27 consagraciones a nivel confederativo e interconfederativo, es el segundo club con mayor cantidad de títulos internacionales en todo el mundo, superado únicamente por el Real Madrid de España, que tiene 33.
El club ha ganado 138 títulos oficiales (107 a nivel nacional y 31 a nivel internacional), y otros 17 de carácter regional (no considerados oficiales). Uno de los hitos más importantes de la historia del Al-Ahly es el reconocimiento dado por la Confederación Africana de Fútbol como el "mejor club del siglo XX" en el año 2000. Al-Ahly tiene alrededor de 50 millones de aficionados en todo el mundo.

## Historia

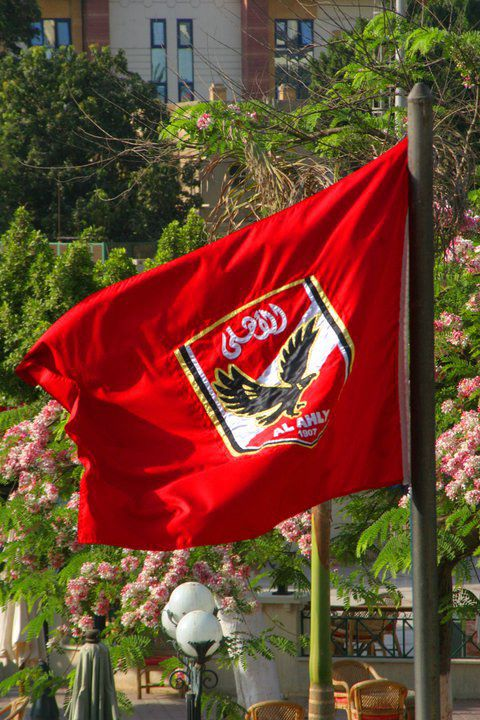
Bandera con el escudo del Al-Ahly.

El Al-Ahly fue fundado en 1907 como un club donde podían reunirse los líderes de los consejos estudiantiles de El Cairo durante las revueltas contra la colonización. El 25 de febrero de ese mismo año, Amine Samy nombró al club Al-Ahly Sporting Club, que significa "El Nacional".
El club cairota comenzó a dominar el fútbol egipcio durante los años 1940. En los años 1980, el Al-Ahly logró ganar su primer título continental, la Liga de Campeones de la CAF en 1982, título que ya había logrado en 1969 otro club egipcio, el Ismaily, aunque bajo el gobierno de la República Árabe Unida, por lo que los diablos rojos se convirtieron en el primer club egipcio que logró el título tras la escisión egipcia y siria de aquel estado. El Al-Ahly repitió el título en 1987, pero no fue hasta los años 2000, cuando volvió a ganar el máximo título continental, en 2001, 2005, 2006 y 2008, todos ellos bajo el mandato del técnico portugués Manuel José, que convirtió a Al-Ahly en el equipo más laureado de África, con seis Ligas de Campeones de la CAF (una más que su rival Zamalek), cuatro Recopas Africanas, cuatro Supercopas y una Copa Afroasiática.
El Al-Ahly fue el primer club que participó del Mundial de Clubes de la FIFA en dos ediciones consecutivas, 2005 y 2006, y logró el tercer puesto en su participación de 2006. Con su presencia en la edición de 2008, el equipo cairota se convirtió, así, en el club con más participaciones del torneo, pues había disputado tres de las cinco competiciones celebradas.
El 1 de febrero de 2012, al finalizar un encuentro que les enfrentaba al Al-Masry en el Estadio de Puerto Saíd, se produjeron una serie de altercados que acabaron con la vida de 72 personas, siendo esta llamada la Tragedia de Puerto Saíd. Como consecuencia, el club paralizó las actividades de todas sus secciones deportivas.

## Uniforme
- Uniforme titular: Camiseta roja, pantalón blanco, medias rojas.
- Uniforme alternativo: Camiseta negro, pantalón negro, medias negra.

### Indumentaria y patrocinador
| Período       | Proveedor |
| ------------- | --------- |
| 1993-2000     | Adidas    |
| 2000-2002     | Nike      |
| 2002-2009     | Puma      |
| 2009-2015     | Adidas    |
| 2019-2022     | Umbro     |
| 2022-presente | Adidas    |

| Período       | Patrocinador |
| ------------- | ------------ |
| 1993-2001     | Coca-Cola    |
| 2001-2011     | Vodafone     |
| 2011-2015     | Etisalat     |
| 2015-2018     | Vodafone     |
| 2018-2022     | Telecom      |
| 2022-presente | Etisalat     |

## Estadio

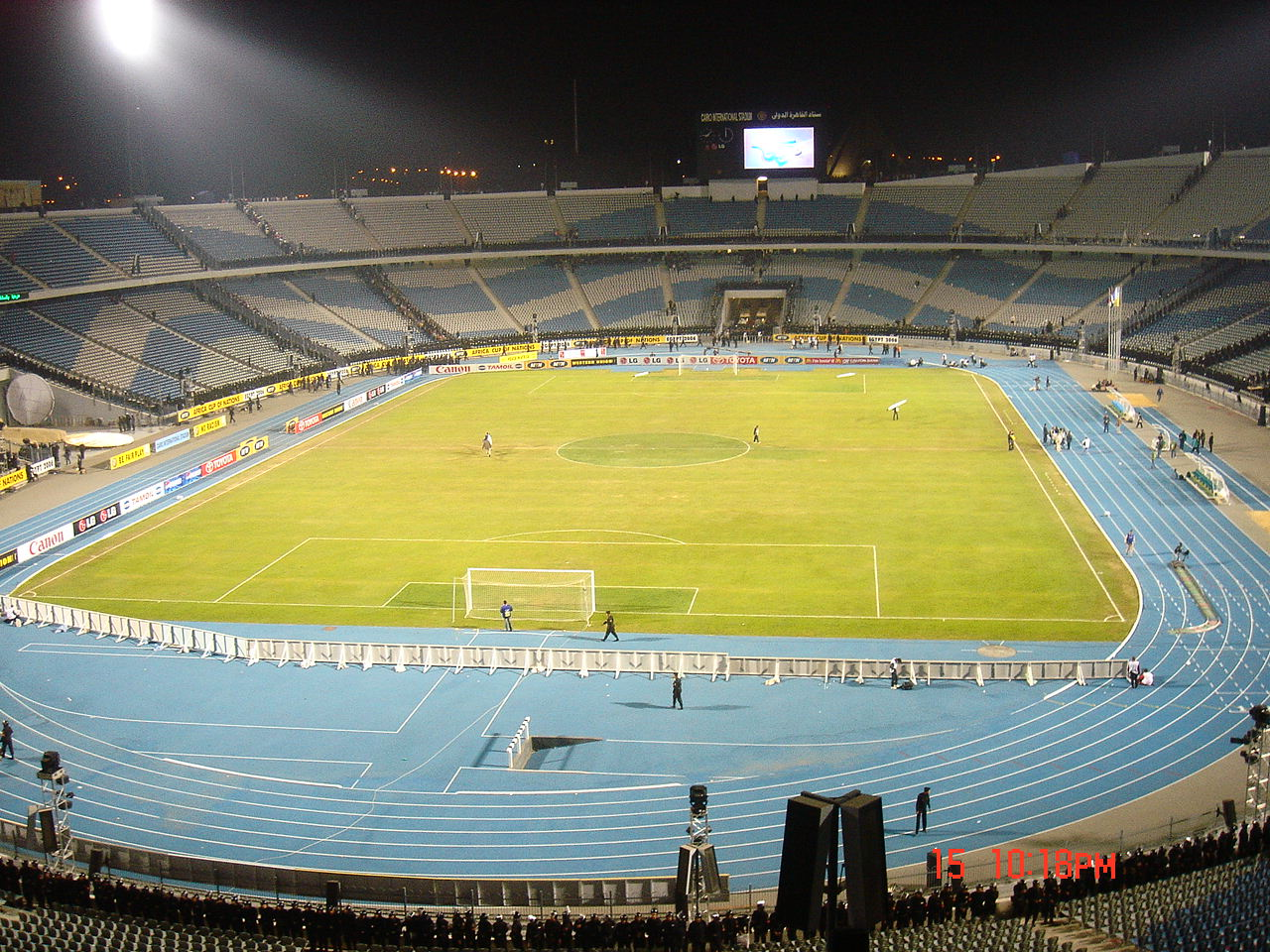
Panorámica interior del estadio.

Al igual que su máximo rival, el Zamalek, el club no posee estadio propio, ya que su antiguo estadio, el Mokhtar El Tetsh, no posee las condiciones necesarias.
El Al-Ahly disputa sus partidos como local en el estadio Internacional de El Cairo, con capacidad para 74 100 espectadores.

### Nuevo Estadio Al Ahly
'Al Ahly SC Stadium'  (en árabe: استاد النادي الاهلي‎) es un estadio fútbol actualmente en construcción en El Cairo, Egipto. También albergará partidos de Al Ahly SC, reemplazando a Estadio Internacional de El Cairo. Tendrá una capacidad de 60 .000 espectadores.

## Rivales

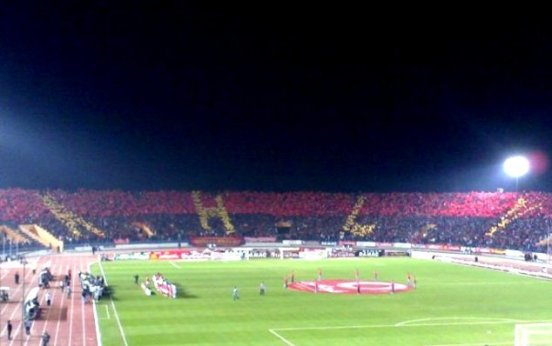
Imagen de un derbi en el estadio de la Academia Militar de El Cairo.

Uno de los partidos más vibrantes y polémicos del año en el fútbol africano es el derbi de El Cairo, capital de Egipto. En él juegan dos de los clubes más importantes del país faraónico: el Al-Ahly y el Zamalek. Se han enfrentado en un total de 107 ocasiones, de los cuales el empate ha sido el resultado más repetido con 41 ocasiones. Han ganado más los "nacionales" con 38 victorias por 27 del Zamalek.
Entre ambos han conseguido 52 títulos de los 59 disputados hasta el momento. Pero hay una diferencia significativa en el número de ligas entre los dos equipos, ya que Al-Ahly ha ganado 40 títulos y Zamalek 12. Otro motivo de rivalidad máxima es que el Al-Ahly es el equipo de las clases media y trabajadora, mientras que el Zamalek es el equipo de la clase alta cairota.
Recientemente ha surgido una menor rivalidad con el tercer club más importante del fútbol egipcio, el Ismaily, después de que ambos protagonizaran una intensa lucha por el título en la temporada 2008/09, que tuvo que resolverse mediante una eliminatoria para dilucidar el campeón, título que fue a parar a las vitrinas de los diablos rojos.

## Reconocimientos

### El club más ganador de la confederación
Al-Ahly es parte del grupo selecto de máximos ganadores de títulos internacionales de cada confederación. El mismo está conformado por Al-Ahly (26 títulos, representando a la CAF), junto a Real Madrid (32 títulos, representando a la UEFA), Boca Juniors e Independiente (18 títulos, representando a la Conmebol), Auckland City (13 títulos, representando a la OFC), América (10 títulos, representando a la CONCACAF) y Al-Hilal (8 títulos, representando a la AFC). Con el Club América, comparte la singularidad de ser los únicos en el mundo que encabezan como máximos ganadores, de manera simultánea, los palmarés de sus torneos respectivos de liga, copa nacional y campeonato de clubes continental.

## Datos del club
- Temporadas en 1ª: 63.
- Temporadas en 2ª: 0.
- Mayor racha sin perder: 71 partidos (2004-2007)[16]
- Mejor puesto en la liga: 1.º (43 veces)
- Peor puesto en la liga: 7.º (1963/64)
- jugadores que más goles: Mahmoud El Khatib 23 goles (1974-1975)
- Portero menos goleado: Thabet El-Batal 1.442 minutos sin recibir goles (1975-1976)[17]

### Estadísticas en competiciones internacionales

#### Por competición
- Para los detalles estadísticos del club véase Anexo:Al-Ahly en competiciones Internacionales.

Nota: En negrita competiciones activas.
| Competición                            | Temp. | PJ  | PG  | PE  | PP  | GF  | GC  | Dif. | Puntos | Títulos | Subtítulos |
| -------------------------------------- | ----- | --- | --- | --- | --- | --- | --- | ---- | ------ | ------- | ---------- |
| Liga de Campeones de la CAF            | 34    | 327 | 169 | 90  | 68  | 525 | 252 | +273 | 597    | 11      | 5          |
| Copa Mundial de Clubes de la FIFA      | 9     | 25  | 10  | 1   | 14  | 31  | 39  | -8   | 31     | –       | –          |
| Recopa Africana                        | 5     | 36  | 20  | 8   | 8   | 57  | 20  | +37  | 68     | 4       | –          |
| Supercopa de la CAF                    | 11    | 11  | 5   | 4   | 2   | 15  | 9   | +6   | 19     | 8       | 3          |
| Copa CAF                               | 1     | 4   | 2   | 1   | 1   | 4   | 5   | -1   | 7      | –       | –          |
| Copa Afroasiática                      | 1     | 2   | 2   | 0   | 0   | 4   | 1   | +3   | 6      | 1       | –          |
| Copa Confederación de la CAF           | 3     | 24  | 12  | 4   | 8   | 27  | 20  | +7   | 40     | 1       | –          |
| Liga Africana de Fútbol                | 1     | 4   | 0   | 3   | 1   | 3   | 4   | -1   | 3      | -       | -          |
| Liga de Campeones Árabe                | 7     | 29  | 15  | 10  | 4   | 55  | 22  | +33  | 55     | 1       | 1          |
| Recopa Árabe                           | 2     | 9   | 7   | 1   | 1   | 17  | 10  | +7   | 22     | 1       | –          |
| Supercopa Árabe                        | 3     | 9   | 5   | 1   | 3   | 14  | 6   | +8   | 16     | 2       | –          |
| Total                                  | 77    | 480 | 247 | 123 | 110 | 752 | 388 | +364 | 864    | 29      | 9          |
| Actualizado al Mundial de Clubes 2023. |       |     |     |     |     |     |     |      |        |         |            |

## Organigrama deportivo

### Jugadores históricos
Durante más de ciento diecisiete años de existencia de la entidad, más de mil futbolistas vistieron la camiseta del club, entre ellos algunos que son considerados los mejores jugadores de su época y de la historia del fútbol africano y árabe.
Dada su trayectoria de logros a nivel de clubes e internacional, los jugadores de nacionalidad nigeriana son los más representados -excluyendo a los egipcios- con un total de siete futbolistas. En total, más de un centenar de jugadores extranjeros han defendido la camiseta roja desde que lo hiciera Suleiman Fares en el primer partido oficial del club.
|                         |
| El Tunecino Ali Maâloul |

|                             |
| El Mágico Mohamed Aboutrika |

|                                                                         |
| La leyenda Mahmoud El Khatib con el escudo de la Liga Premier de Egipto |

| Máximos goleadores | Máximos goleadores | Máximos goleadores | Más partidos disputados | Más partidos disputados | Más partidos disputados | Más títulos ganados | Más títulos ganados     | Más títulos ganados |
| ------------------ | ------------------ | ------------------ | ----------------------- | ----------------------- | ----------------------- | ------------------- | ----------------------- | ------------------- |
| 1.                 | Mahmoud El Khatib  | 159 goles          | 1.                      | Hossam Ashour           | 510 partidos            | 1.                  | Hossam Ashour           | 39 títulos          |
| 2.                 | Hossam Hassan      | 142 goles          | 2.                      | Hady Khashaba           | 445 partidos            | 2.                  | Ramy Rabia              | 33 títulos          |
| 3.                 | Mohamed Aboutrika  | 126 goles          | 3.                      | Essam El Hadary         | 418 partidos            | 3.                  | Emad Moteab /Wael Gomaa | 29 títulos          |
| 4.                 | Emad Moteab        | 124 goles          | 4.                      | Osama Orabi             | 402 partidos            | 4.                  | Osama Orabi             | 28 títulos          |
| 5.                 | Mokhtar El Tetsh   | 112 goles          | 5.                      | Wael Gomaa              | 397 partidos            | 5.                  | Ahmed Shobair           | 26 títulos          |

Detalle de la temporada: De acuerdo con la página web oficial del Al-Ahly

### Plantilla 2024-25
- Jugadores con participación en el primer equipo.
- Los jugadores palestinos son tratados como jugadores egipcios.
- Nota: No se tienen en cuenta partidos amistosos.

### Entrenadores
- Gamil Osman
- Mahmoud Mokhtar El-Tetch
- Labib Mahmoud
- Hussein El-Far
- Mohamed El-Guindi
- Moustafa Kamel Mansour
- Foad Sedki
- Ahmed Mekawi
- Mohamed Abdou Saleh El-Wahsh
- Abdel Aziz Hammami
- Foad Shaaban
- Curtis Booth
- Fritz Pimperl
- Pál Titkos
- John McBrid
- Ljubiša Broćić
- Ivan Horvatić
- Zoran Tadić
- Nándor Hidegkuti (1973 - 1980)
- Géza Kalocsay (1980 - 1982)
- Mahmoud El-Gohary (1982 - 1984)
- Don Revie (julio - noviembre 1984)
- Mahmoud El-Sayes (noviembre 1984 - mayo 1985)
- Mahmoud El-Gohary (mayo 1985 - junio 1986)
- Taha Ismail (1986 - julio 1987)
- Jeff Butler (julio - diciembre 1987)
- Anwar Salama (diciembre 1987 - 1988)
- Dietrich Weise (1988 - 1989)
- Mahmoud El-Sayes (1988 - 1991)
- Michael Evert (1991)
- Anwar Salama (1991 - 1993)
- Allan Harris (julio 1993 - junio 1995)
- Reiner Hollmann (1 de julio de 1995 - 30 de noviembre de 1997)
- Reiner Zobel (1998 - 31 de agosto de 2000)
- Hans-Jürgen Dörner (14 de octubre de 2000 - 30 de junio de 2001)
- Manuel José de Jesus (julio 2001 - mayo 2002)
- Jo Bonfrere (1 de julio de 2002 - 2002)
- Tony Oliveira (1 de enero de 2003 - 30 de junio de 2003)
- Manuel José de Jesus (1 de enero de 2004 - 22 de junio de 2009)
- Hossam El-Badry (22 de junio de 2009 - 22 de noviembre de 2010)
- Abdul-Aziz Abdul-Shafi (interino)
- Manuel José de Jesus (31 de diciembre de 2010 - 19 de mayo de 2012)
- Hossam El-Badry (21 de mayo de 2012 - 6 de mayo de 2013)
- Mohamed Youssef (mayo 2013 - 30 de abril de 2014)
- Fathi Mabrouk (mayo 2014 - julio 2014)
- Juan Carlos Garrido (8 de julio de 2014 - 3 de mayo de 2015)
- Fathi Mabrouk (4 de mayo de 2015 - 5 de octubre de 2015)
- José Peseiro (16 de octubre de 2015 - 18 de enero de 2016)
- Abdul-Aziz Abdul-Shafi (interino)
- Martin Jol (28 de febrero de 2016 - 22 de agosto de 2016)
- Hossam El-Badry (24 de agosto de 2016 - 15 de mayo de 2018)
- Patrice Carteron (12 de junio de 2018 - 22 de noviembre de 2018)
- Mohamed Youssef (interino)
- Martin Lasarte (30 de diciembre de 2018 - 17 de agosto de 2019)[19]
- René Weiler (31 de agosto de 2019 - 30 de septiembre de 2020)
- Pitso Mosimane (1 de octubre de 2020 - 13 de junio de 2022)
- Samy Komsan (interino)
- Ricardo Soares (1 de julio de 2022-31 de agosto de 2022)
- Marcel Koller (9 de septiembre de 2022-28 de abril de 2025)
- José Riveiro (29 de mayo de 2025-presente)

### Presidentes
- Alfred Mitchell-Innes
- Aziz Ezzat Pacha

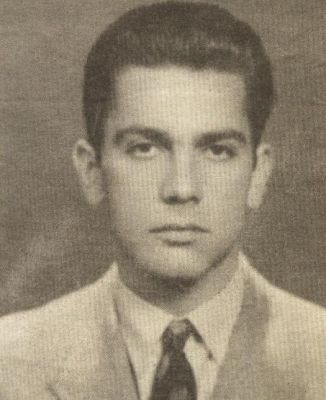
El Maestro Saleh Selim

- Abdelkhaleq Tharwat Pacha
- Gaafar Waly Pacha
- Mohamed Taher Pacha
- Ahmed Hasanein Pacha
- Ahmed Aboud Pacha
- Salah Desuki
- Abdelmohsen Kamel Mortagy
- Ibrahim El Wakil
- Saleh Selim
- Abdou Saleh Al-Wahch
- Hassan Hamdy
- Mahmoud Taher
- Mahmoud El Khatib

## Palmarés
Torneos nacionales (107)
Nota: en negrita competiciones vigentes en la actualidad. Indicado el récord del torneo  y el récord compartido 
| Competiciones nacionales         | Títulos | Subcampeonatos                                                                                  |
| -------------------------------- | --- | ----------------------------------------------------------------------------------------------- |
| Liga Premier de Egipto (45/12)   | 1949, 1950, 1951, 1953, 1954, 1956, 1957, 1958, 1959, 1961, 1962, 1975, 1976, 1977, 1979, 1980, 1981, 1982, 1985, 1986, 1987, 1989, 1994, 1995, 1996, 1997, 1998, 1999, 2000, 2005, 2006, 2007, 2008, 2009, 2010, 2011, 2014, 2016, 2017, 2018, 2019, 2020, 2023, 2024, 2025. | 1967, 1978, 1984, 1988, 1991, 1993, 2001, 2002, 2003, 2004, 2015, 2021.                         |
| Copa de Egipto (39/16)           | 1924, 1925, 1927, 1928, 1930, 1931, 1937, 1940, 1942, 1943, 1945, 1946, 1947, 1949, 1950, 1951, 1953, 1956, 1958, 1961, 1966, 1978, 1981, 1983, 1984, 1985, 1989, 1991, 1992, 1993, 1996, 2001, 2003, 2006, 2007, 2017, 2020, 2022, 2023.                                     | 1926, 1932, 1933, 1935, 1938, 1944, 1952, 1959, 1973, 1976, 1997, 2004, 2010, 2015, 2016, 2021. |
| Supercopa de Egipto (15/4)       | 2003, 2005, 2006, 2007, 2008, 2010, 2012, 2014, 2015, 2017, 2018, 2021, 2022, 2023, 2024. | 2009, 2016, 2019, 2020.                                                                         |
| Copa Sultán Hussein (7/4)        | 1923, 1925, 1926, 1927, 1929, 1931, 1938. | 1928, 1934, 1935, 1936.                                                                         |
| Copa Confederación de Egipto (1) | 1990. |                                                                                                 |

Torneos internacionales FIFA (1)
Nota: en negrita competiciones vigentes en la actualidad. Indicado el récord del torneo  y el récord compartido 
| Competiciones internacionales              | Títulos | Subcampeonatos |
| ------------------------------------------ | ------- | -------------- |
| Copa África-Asia-Pacífico de la FIFA (1/0) | 2024.   |                |
| Copa Challenger de la FIFA (0/1)           |         | 2024.          |

- Tercer Puesto en el Mundial de Clubes (4): 2006, 2020, 2021 y 2023.

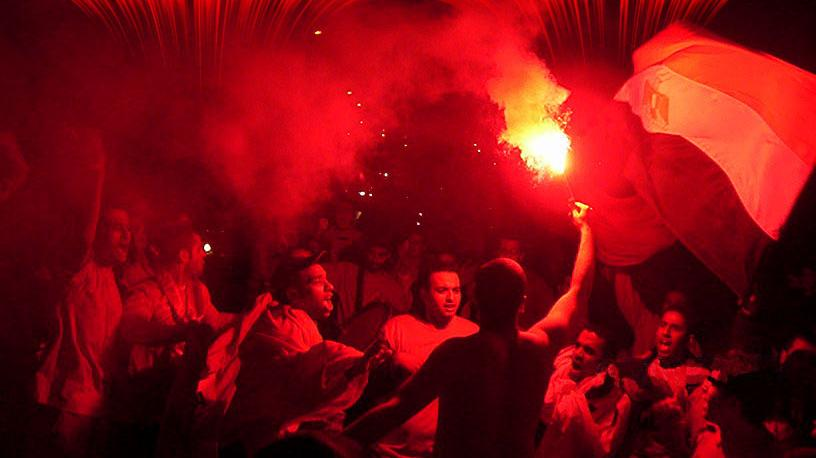
Celebración de los hinchas del Al-Ahly luego de ganar la Liga de Campeones de la CAF de 2005.

Torneos internacionales CAF (26)
Nota: en negrita competiciones vigentes en la actualidad. Indicado el récord del torneo  y el récord compartido 
| Competiciones internacionales      | Títulos                                                                 | Subcampeonatos                |
| ---------------------------------- | ----------------------------------------------------------------------- | ----------------------------- |
| Copa Afroasiática (1)              | 1988.                                                                   |                               |
| Liga de Campeones de la CAF (12/5) | 1982, 1987, 2001, 2005, 2006, 2008, 2012, 2013, 2020, 2021, 2023, 2024. | 1983, 2007, 2017, 2018, 2022. |
| Recopa de la CAF (4)               | 1984, 1985, 1986, 1993.                                                 |                               |
| Copa Confederación de la CAF (1)   | 2014.                                                                   |                               |
| Supercopa de la CAF (8/4)          | 2002, 2006, 2007, 2009, 2013, 2014, 2021-I, 2021-II.                    | 1994, 2015, 2023, 2024.       |

Torneos internacionales UAFA (4)
Nota: en negrita competiciones vigentes en la actualidad. Indicado el récord del torneo  y el récord compartido 
| Competiciones internacionales     | Títulos     | Subcampeonatos |
| --------------------------------- | ----------- | -------------- |
| Campeonato de Clubes Árabes (1/1) | 1996.       | 1997.          |
| Recopa Árabe (1)                  | 1994.       |                |
| Supercopa Árabe (2)               | 1997, 1998. |                |

Torneos regionales (17)
Nota: en negrita competiciones vigentes en la actualidad. Indicado el récord del torneo  y el récord compartido 

| Competiciones regionales | Títulos                                                                                               | Subcampeonatos                                        |
| ------------------------ | --- | ----------------------------------------------------- |
| Liga del Cairo (17/9)    | 1925, 1927, 1928, 1929, 1931, 1935, 1936, 1937, 1938, 1939, 1942, 1943, 1946, 1948, 1950, 1954, 1958. | 1930, 1932, 1940, 1941, 1945, 1949, 1951, 1952, 1953. |

A nivel interfederativo, si bien no es reconocida oficialmente por la federación saudí ni la egipcia, el club conquistó una Copa de la República Árabe Unida en 1961 y un subcampeonato de la Supercopa Saudí-Egipcia en 2001.